# Ronald (Washington)
Ronald ist ein census-designated place (CDP) im Kittitas County im US-Bundesstaat Washington. Zum United States Census 2000 hatte Ronald 265 Einwohner.
Ronald wurde nach Alexander Ronald benannt, einem früheren Superintendenten der Kohlebergwerke in der Region.

## Geographie
Nach dem United States Census Bureau nimmt der CDP eine Gesamtfläche von 2,1 km² ein, worunter keine Wasserflächen sind.

### Nachbargemeinden
| Hyak   |                                             |        |
| Easton | Kompassrose, die auf Nachbargemeinden zeigt |        |
|        |                                             | Roslyn |

### Klima
In der Region herrschen warme (keine heißen) Sommer mit monatlichen Durchschnittstemperaturen nicht über 22 °C. Nach der Klimaklassifikation nach Köppen und Geiger liegt Ronald in einer Zone sommerwarmen Mittelmeerklimas (abgekürzt „Csb“).

## Demographie
Nach der Volkszählung von 2000 gab es in Ronald 265 Einwohner, 103 Haushalte und 66 Familien. Die Bevölkerungsdichte betrug 127,9 pro km². Es gab 186 Wohneinheiten bei einer mittleren Dichte von 89,8 pro km².
Die Bevölkerung bestand zu 96,23 % aus Weißen, zu 1,13 % aus Afroamerikanern, zu 1,51 % aus Indianern, zu 0,38 % aus Asiaten, zu 0,38 % aus anderen „Rassen“ und zu 0,38 % aus zwei oder mehr „Rassen“. Hispanics oder Latinos „jeglicher Rasse“ bildeten 2,64 % der Bevölkerung.
Von den 103 Haushalten beherbergten 32 % Kinder unter 18 Jahren, 46,6 % wurden von zusammen lebenden verheirateten Paaren, 13,6 % von alleinerziehenden Müttern geführt; 35 % waren Nicht-Familien. 20,4 % der Haushalte waren Singles und 13,6 % waren alleinstehende über 65-jährige Personen. Die durchschnittliche Haushaltsgröße betrug 2,57 und die durchschnittliche Familiengröße 3,01 Personen.
Der Median des Alters in der Stadt betrug 40 Jahre. 26 % der Einwohner waren unter 18, 4,9 % zwischen 18 und 24, 29,4 % zwischen 25 und 44, 22,6 % zwischen 45 und 64 und 17 65 Jahre oder älter. Auf 100 Frauen kamen 96,3 Männer, bei den über 18-Jährigen waren es 92,2 Männer auf 100 Frauen.
Alle Angaben zum mittleren Einkommen beziehen sich auf den Median. Das mittlere Haushaltseinkommen betrug 39.063 US$, in den Familien waren es 38.906 US$. Männer hatten ein mittleres Einkommen von 37.708 US$ gegenüber 20.500 US$ bei Frauen. Das Pro-Kopf-Einkommen betrug 26.415 US$. Keine der Familien und 9,6 % der Gesamtbevölkerung lebte unterhalb der Armutsgrenze.